# Sauces de Canutillo
Sauces de Canutillo är en ort i Mexiko.   Den ligger i kommunen Ocampo och delstaten Durango, i den centrala delen av landet, 1 000 km nordväst om huvudstaden Mexico City. Sauces de Canutillo ligger 1 791 meter över havet och antalet invånare är 144.
Terrängen runt Sauces de Canutillo är kuperad österut, men västerut är den platt. Sauces de Canutillo ligger nere i en dal som går i nord-sydlig riktning. Runt Sauces de Canutillo är det mycket glesbefolkat, med 2 invånare per kvadratkilometer. Närmaste större samhälle är La Haciendita del Espíritu Santo, 20,0 km norr om Sauces de Canutillo. Omgivningarna runt Sauces de Canutillo är i huvudsak ett öppet busklandskap.